# 斯潘塞 (內布拉斯加州)
斯潘塞（英語：Spencer）是位於美國內布拉斯加州博伊德縣的村。

## 人口
根據2020年美國人口普查的數據，斯潘塞的面積為1.55平方千米，皆為陸地。當地共有人口194人，而人口密度為每平方千米125人。